# China Flying Dragon Aviation
China Flying Dragon Aviation (кит. 中国飞龙专业航空公司) — китайская авиакомпания со штаб-квартирой в городе Харбин (провинция Хэйлунцзян, КНР), работающая в сфере ближнемагистральных пассажирских и грузовых перевозок, а также в областях морского картографирования, аэрофотосъёмки и защиты лесных массивов.
Портом приписки перевозчика и его главным транзитным узлом (хабом) является международный аэропорт Харбин Тайпин.

## История
Авиакомпания была основана в 1981 году авиастроительной корпорацией Harbin Aircraft Manufacturing Corporation и бывшим Министерством геологии и горной промышленности, которое в дальнейшем вошло в состав Министерства земельных и природных ресурсов КНР.
Компания принимала активное участие в ходе поисково-спасательных и восстановительных работ после Сычуаньского землетрясения 2008 года, в частности, доставляя вертолётами Ми-26Т тяжёлые землеройные тракторы, другое оборудование и топливо в труднодоступную горную местность.

## Флот
В марте 2007 года авиакомпания China Flying Dragon Aviation эксплуатировала флот из следующих воздушных судов:
- Harbin Y-12 II — 11 ед.
- Ми-8
- Ми-8Т
- Ми-17
- Ми-26Т
- Aérospatiale AS.350 ÉcureuilB2
- Harbin Z-9
- Harbin Y-11